# Neuendorf bei Elmshorn
Neuendorf bei Elmshorn, Neuendorf b. Elmshorn – miejscowość i gmina w Niemczech, w kraju związkowym Szlezwik-Holsztyn, w powiecie Steinburg, wchodzi w skład Związku Gmin Horst-Herzhorn.